# Jardin botanique national de Pretoria
Le jardin botanique national de Pretoria situé dans la banlieue est de Pretoria, la capitale administrative de l'Afrique du Sud, est une réserve d'une superficie de 76 ha (0,76 km 2) consacrée avant tout à la préservation et la mise en valeur de la flore nationale. Sur les 76 hectares, 50 sont consacrés presque exclusivement aux plantes d'Afrique du Sud. On y retrouve toutes les espèces de plantes à fleurs et la moitié des espèces d'arbres du pays. Il fait partie des dix jardins botaniques nationaux d'Afrique du Sud. On y retrouve le siège social de l'Institut sud-africain de la biodiversité nationale (SANBI). 

## Historique
Le Jardin botanique national de Pretoria a été créé en juin 1946 et a officiellement ouvert ses portes au public le 23 octobre 1958 avec l'accord de l'Université de Pretoria et du ministère de l'Agriculture. Le jardin se trouve localisé sur ce qui était autrefois la ferme expérimentale de cette université. L'environnement de cette ferme expérimentale avait été jugé non conforme pour y mener des expériences agricoles, il fut donc décidé qu'il serait reconverti en jardin botanique.
Initialement connu sous le nom de Pretoria National Botanic Garden, il était avant tout un centre de recherche sous la direction de l'Institut de recherche botanique créé en 1903. L'Institut de recherche botanique a fusionné avec les jardins botaniques nationaux d'Afrique du Sud pour former l'Institut botanique national en 1989, qui à son tour est devenu l'Institut sud-africain de la biodiversité nationale (SANBI) en 2004. Ce n'est qu'en 1984 que le jardin fut ouvert au public sur une base quotidienne.

## Articles  connexes
- Liste de jardins botaniques
- Jardin botanique national Kirstenbosch